# Corticaria alleni
Corticaria alleni är en skalbaggsart som beskrevs av Johnson 1974. Corticaria alleni ingår i släktet Corticaria, och familjen mögelbaggar. Enligt den finländska rödlistan är arten sårbar i Finland. Enligt den svenska rödlistan är arten sårbar i Sverige. Arten förekommer i Svealand. Artens livsmiljö är naturmoskogar.